# Terremoto de Basilicata de 1857
El Gran Terremoto Napolitano fue un terremoto que aconteció el 16 de diciembre de 1857, en la región de Basilicata al sureste de la ciudad de Nápoles. El epicentro estuvo en Montemurro, en la frontera occidental de la moderna provincia de Potenza. Fueron destruidas varias ciudades, y se calcula que hubo entre 11.000 y 12.000 muertes, pero fuentes no oficiales señalan 19.000 muertos). En aquella época fue el tercer terremoto más fuerte conocido, y se ha calculado que pudo ser de magnitud 7.0 en la escala de magnitud del momento.

## Terremoto
El choque principal aconteció alrededor de las 10 de la mañana del 16 de diciembre de 1857, y había sido precedido por otros movimientos menores y lo siguieron numerosas réplicas que continuaron durante varios años.

## Efectos
El terremoto se sintió hasta en Terracina al noroeste, los principales lugares que sufrieron daños fueron Potenza, Polla, Diano, Sala, y Padula en el Val di Diano, y Tito, Sarconi, Marsico Nuovo, Saponara, y Montemurro. Estos dos últimos lugares, junto con Padula y Polla, quedaron virtualmente destruidas por completo.

## Estudio científico
A principios del año 1858, ayudado por una beca de la Royal Society, Robert Mallet visitó la zona devastada, y pasó más de dos meses estudiando los efectos del desastre, prestando especial atención al daño causado a los edificios. Su ampio reportaje fue publicado en 1862, y sigue siendo un trabajo memorable en la historia de la sismología.
Gran parte de la obra de Mallet estaba dedicada a determinar la posición y magnitud del foco subterráneo del terremoto. Calculó que la cavidad focal fue una fisura curvada, alrededor de 16 km de largo y 50 km de alto y de una anchura insignificante. Calculó que el punto central de la fisura, el centro sísmico teórido, tenía una profundidad de 100 km. Mallet ubicó su epicentro cerca del pueblo de Caggiano, no lejos de Polla, pero un examen posterior de sus datos sugieren que hubo un segundo foco cerca de Montemurro, alrededor de 40 km al sureste.